# Cyphocaris cornuta
Cyphocaris cornuta is een vlokreeftensoort uit de familie van de Cyphocarididae. De wetenschappelijke naam van de soort is voor het eerst geldig gepubliceerd in 1978 door Ledoyer.